# Comités de défense paysanne

Logo der Comités de défense paysanne

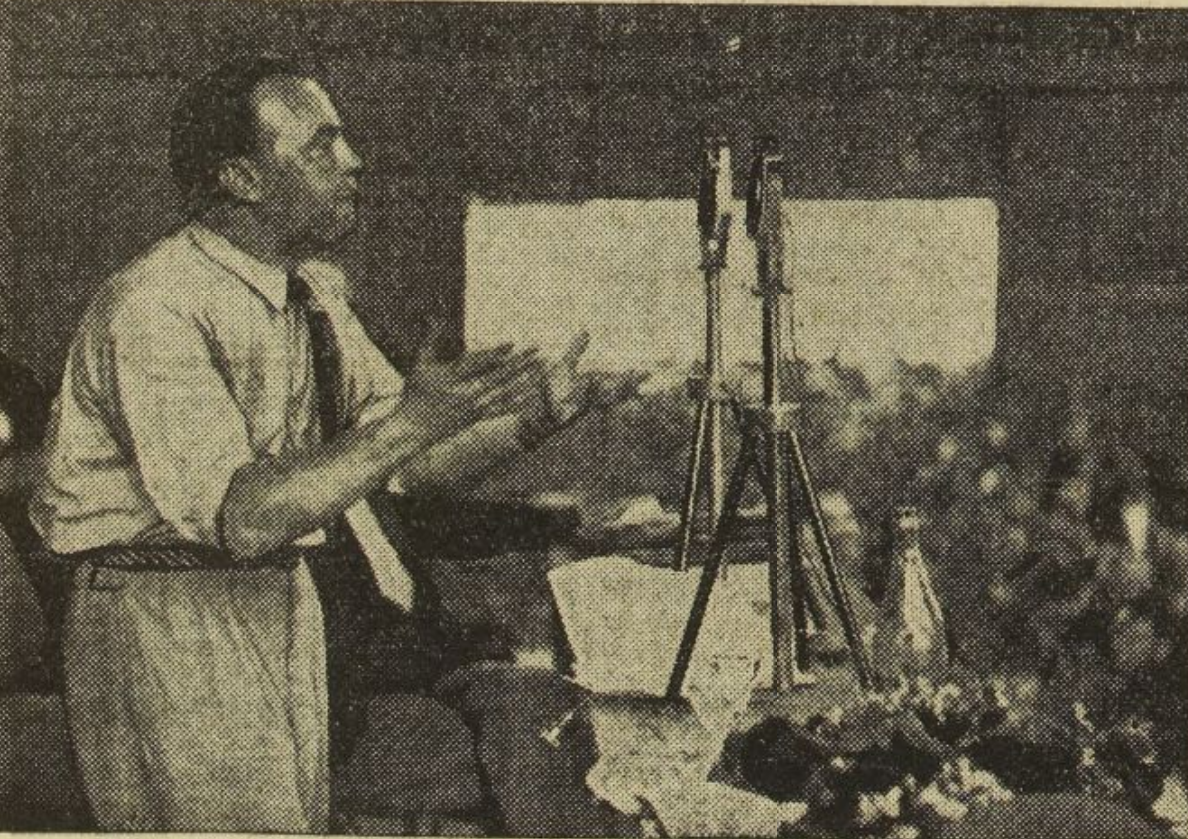
Henri Dorgères, Excelsior, 26. August 1935

Die Comités de défense paysanne (Bauernverteidigungskomitees), auch Grünhemden genannt, waren eine dem Faschismus nahestehende agrarische Organisation aus der Zeit zwischen den beiden Weltkriegen in Frankreich.

## Geschichte
Sie wurden im Januar 1929 von Henri Dorgères, einem Landwirtschaftsredakteur aus der Bretagne, gegründet, um sich den geplanten Änderungen der „assurance sociales“, der französischen Sozialversicherung, zu widersetzen, die für viele kleine landwirtschaftliche Betriebe teuer gewesen wären. Dorgères’ Glaubwürdigkeit beruhte auf einem beliebten Service, den seine Zeitung den Landwirten anbot: Sie überprüften die „avertissements“ (Grundsteuerbescheide) auf Fehler in den Katastervermessungen, auf denen sie basierten, um die Steuern zu senken.
Der erste Präsident der Jugendabteilung der Défense paysanne, der Jeunesses paysannes (Bauernjugend), war Modeste Legouez, der später Senator wurde. Die Défense paysanne selbst stand seit 1930 in Verbindung mit der Fédération nationale des contribuables (Nationaler Verband der Steuerzahler). Ein von Dorgères in dieser Zeit verfasstes Buch „Haut les fourches !“ (Hoch die Heugabeln) enthielt ein antirepublikanisches und antiparlamentarisches Zurück-zum-Land-Programm.
Die Bauernverteidigungskomitees unterschieden sich von den etablierteren und konservativeren Syndicats agricoles (landwirtschaftliche Gewerkschaften) durch ihre Bereitschaft zu direkten Aktionen (einschließlich Steuerstreiks), eine egalitärere Organisationsstruktur, die nicht auf aristokratischen ländlichen Sozialhierarchien beruhte, und die Verwendung von eher militaristischen Attributen wie Eiden und Uniformen. Die Komitees waren in Nordfrankreich weitaus verbreiteter und beliebter als in Südfrankreich, obwohl sie bei den Gemüsegärtnern in den Départements Vaucluse und Var einige Erfolge erzielten.
Im Jahr 1934 schloss sie sich mit der größeren und konservativeren Union nationale des syndicats agricoles und der Parti agraire et paysan français zusammen, um die Front paysan zu bilden. Dies bedeutete, dass die offizielle Haltung der Comités von der Forderung nach staatlicher Unterstützung für die Landwirtschaft zu einer eher korporatistischen Haltung überging, bei der die Landwirte die Produktion und Vermarktung ihrer Erzeugnisse kontrollieren sollten. Die Front zerfiel jedoch 1936 aufgrund unterschiedlicher politischer Strategien.
Kurz nach Dorgères’ Niederlage bei den Parlamentswahlen in Blois am 31. März 1935 gegen den radikal-sozialistischen Kandidaten Émile Laurens nahm die Bewegung eine völlig neue Dimension an. Sie wurde im Nordwesten stärker, dehnte sich nach Algerien aus und schaffte vor den Wahlen 1936 den Durchbruch in den Regionen Rhône, Loire und Basses-Pyrénées. Robert Paxton spricht davon, es habe sich zu dieser Zeit um die größte Bauernrebellion seit der Chouannerie gehandelt.
Die Comités de défense paysanne profitierten von der Finanzierung durch einige lokale Notabeln wie den Grafen de la Bourdonnaye, Präsident der Landwirtschaftskammer von Ille-et-Vilaine, den Herzog von Harcourt, konservativer Abgeordneter des Calvados, Jacques Lemaigre Dubreuil (der später der Cagoule nahe stand) oder Jacques Le Roy Ladurie.
Obwohl sie nicht zu den rechtsextremen Ligen gehörte, die die Regierung der Volksfront 1936 auflöste, wies Innenminister Roger Salengro die Präfekten an, die Comités genau zu beobachten. Deren Stärke lag hauptsächlich im Nordwesten Frankreichs und sie hielt sich aus anderen Gebieten wie dem Elsass heraus, da dort lokale Gruppen wie der Elsässische Bauernbund aktiv waren.
Die Expansion wurde mit dem Ausbruch des Zweiten Weltkriegs 1939 gestoppt. Dorgères unterstützte die Nationale Revolution Philippe Pétains und wurde zum Corporation paysanneGeneraldelegierten für Organisation und Propaganda der Corporation paysanne (Bauernkorporation) ernannt, einer Organisation der Vichy-Regierung, die versuchte, den Agrarkorporatismus der Comités zu übernehmen.
Dorgères wurde wegen seiner Arbeit in der Bauernkorporation für kurze Zeit inhaftiert, kam aber wegen seiner Arbeit im Widerstand wieder frei. Die Comités lebten nach dem Krieg nicht wieder auf, obwohl viele ihrer eher libertären Strömungen im Poujadismus, für den Dorgères eintrat, verkörpert wurden.

## Organisation
Wegen ihres dezentralisierten Aufbaus lässt sich über die Entscheidungsprozesse wenig sagen; Dorgères selbst sprach davon, dass „die Entscheidungen von einer Art Kommission getroffen wurden, die sich aus den aktivsten Vorsitzenden unserer Organisationen zusammensetzte“. Die praktische Macht lag in den Händen der Regionalsekretäre. Da es den Comités an geeigneten Verbindungen zwischen den Regionalverbänden mangelte, schwächte dies die Bewegung.
Die bedeutendsten Organisation unter dem Dach der Défense paysanne waren:
- die Alliance rurale (ländliche Allianz), bestehend aus Sympathisanten, die keine Landwirte waren, von Abel Bonnard bis Jacques Lemaigre Dubreuil von der Fédération nationale des contribuables;
- die Union des paysans anciens combattants (Bauernverband der Kriegsveteranen);
- die Ligue des fermières (Liga der Bäuerinnen);
- die Fédération nationale des maraîchers français (Nationaler Verband der französischen Gemüsebauern);
- die Ligue morbihannaise von Joseph Cadic[19];
- die Föderation des Zentralmassivs;
- die Entente paysanne du Sud-Ouest (Bauernvereinigung des Südwestens).

Henri Dorgères beanspruchte übertriebenerweise 420.000 Mitglieder, aber seine größten Veranstaltungen konnten zwischen 15.000 und 20.000 Menschen versammeln. Im Jahr 1938 hatte das Komitee von Pas-de-Calais 26.000 Mitglieder und war damit die erfolgreichste Gruppe. Die Komitees in Finistère und Ille-et-Vilaine hatten mehr als 10.000 Mitglieder, während in Sarthe fast 6.000 Mitglieder verzeichnet waren. Letztendlich war die Défense paysanne eine „Versammlung von kleinen und mittleren Bauern, Landwirten oder Pächtern, Getreide- oder Gemüsebauern“.
Die Défense paysanne unterhielt gute  Beziehungen zu einigen gemäßigten Abgeordneten der Union républicaine et démocratique bis hin zu den Radicaux indépendants. Die Gruppierung stand auch mit vielen Präsidenten der Landwirtschaftskammern, insbesondere im Westen des Landes, auf gutem Fuß. Der Episkopat zog es vor, sich von der Gruppierung von Dorgères zu distanzieren, auch wenn es auf Pfarreiebene Verbindungen gab. Die Seelsorger der Jeunesse agricole catholique (katholische Landjugend) und die Christdemokraten von L’Ouest Paysan blieben feindselig. Was die Ligen (also die meist weit rechts stehenden politischen Organisationen) betrifft, so unterhielt die Défense paysanne zunächst kollegiale Beziehungen zur Action française und später zur Parti populaire français von Jacques Doriot, aber sie bildeten keine Allianz. Die Parti populaire français brach später mit der Défense paysanne.

## Gewalt

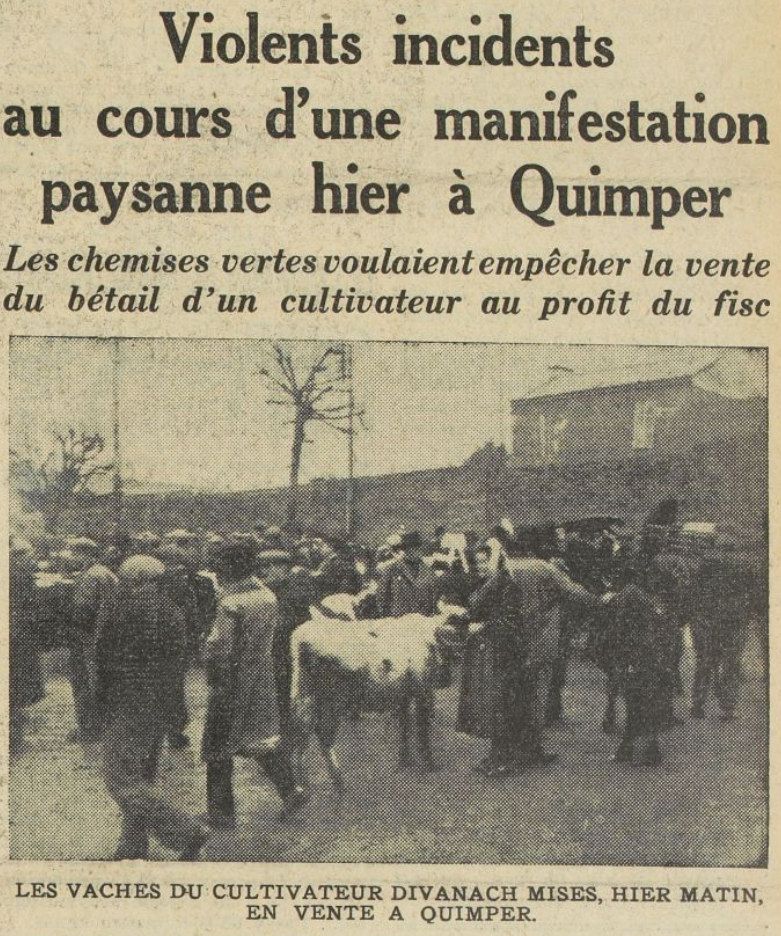
Demonstration der Grünhemden Quimper, Excelsior, 2. Februar 1936

Als Gegenreaktion auf die Zunahme der Beschlagnahmen im Jahr 1933 forderte Dorgères eine „Bauerndiktatur“ und die Schaffung von „Bauerngarden“, die in der Lage waren, auf Paris zu marschieren. Erst am 16. Juni 1935 schufen sich die Comités des défense paysanne einen Ordnungsdienst: die Grünhemden, die aus der Bauernjugend rekrutiert wurden. Die Grünhemden, die ein grünes Hemd trugen und mit einer Gabel und einer Sense, die sich auf einem Weizenbündel kreuzen, geschmückt waren, dienten der Sabotage der Versammlungen der politischen Gegner und wurden auch beauftragt, „bei Zwangsversteigerungen zu demonstrieren und sich den Streiks der Landarbeiter entgegenzustellen, indem sie gegebenenfalls zu ‚Erntefreiwilligen‘ wurden“.
Obwohl die Gewaltaufrufe Dorgères’ meist nur rhetorischen Charakter hatten, kam es in den folgenden Jahren immer wieder zu gewalttätigen Auseinandersetzungen. Am 20. Oktober 1936 wurde Henri Dorgères in Paris verhaftet, als Landwirte versuchten, den Verkauf von Blumenkohl in den zentralen Markthallen zu verhindern.
Die Bewegung wusste aber auch, wie sie den Aktivismus der Grünhemden bremsen konnte, wenn diese über die Stränge schlugen. Um den 20. Oktober 1936 wurden die Brüder Dessoliers, Anhänger des Nationalsozialismus, ausgeschlossen, weil sie nach dem Streik der Gemüsebauern in Paris bei Aktivisten Waffen deponiert hatten.

## Ideologie

Antikommunistisches Plakat der Comités de défense paysanne (1935)

Es ist unter Historikern umstritten, inwieweit die Comités als faschistisch zu bezeichnen sind. Robert Paxton spricht davon, sie hätten sich durch „die Verherrlichung der Stärke, die Inszenierung ihrer öffentlichen Versammlungen, den Führerkult, den Vorrang der Gemeinschaftspflichten vor den individuellen Rechten“ „im Magnetfeld“ des Faschismus bewegt. Für den Historiker Ronald Hubscher verkörpert der Dorgérismus „die ländliche Seite der faschistischen Ligen im Frankreich der 1930er Jahre“.
Sie waren staatskritisch und antiparlamentarisch eingestellt; scharfe Kritik an Beamten, Lehrern und Abgeordneten gehörten zum Standardrepertoire bei Reden. So verglich Dorgères die Abgeordneten mit „Knechten auf einem Bauernhof ..., die ihre Arbeit nicht getan haben und zu Recht vertrieben werden können“.
Während die Comités den Sozialismus und den Kommunismus rundweg ablehnten – die Solidarität der Landwirte sollte der „bäuerlichehn Klasse“ gelten –, standen sie dem Liberalismus differenziert gegenüber; ein regulierter und nationalisierter Kapitalismus wurde akzeptiert.
Die „Verherrlichung der bäuerlichen Eigenart, der Verwurzelung und einer bestimmten Auffassung der französischen Nation“, war „dem Antisemitismus der dreißiger Jahre förderlich“, so Édouard Lynch. Die Comités de défense paysanne pflegten das antisemitische Narrativ vom jüdischen Getreidewucher, wobei vor allem der Weizenhandel Louis Louis-Dreyfus’ im Zentrum der Kritik stand.

## Presse (Auswahl)
- Le Progrès Agricole de l’Ouest (Rennes)[27]
- La Provence paysanne (Toulon)[28]
- Le Cri du Paysan (Paris)[29]
- Le Cri du Sol (Lyon)[30]
- Haut les Fourches ![31]